# Exocentrus sublineatus
Exocentrus sublineatus là một loài bọ cánh cứng trong họ Cerambycidae.